# Мальский, Александр Николаевич
Алекса́ндр Никола́евич Ма́льский (1907, Мариуполь, Российская империя — 1994, Одесса, Украина) — советский учёный в области пищевого производства. Основатель (1946) и заведующий (1948—1986) кафедрой «Процессы и аппараты пищевых производств» Одесского института консервной промышленности. Доктор технических наук (1957), профессор (1962). Участник Великой Отечественной войны, участник Одесской обороны (1941) и обороны Севастополя (1941—1942).

## Образование
- Трудовая школа (окончил в 1924).
- Профтехшкола (1924—1926).
- Технологический факультет Одесского института консервной промышленности (1927—1931).
- Аспирантура кафедры специального оборудования консервных заводов Одесского института консервной промышленности (1931—1934).
- Кандидат технических наук (1936). Тема диссертации: «Выпарные установки консервной промышленности».
- Докторантура Московского технологического института пищевой промышленности (1955—1957).
- Доктор технических наук (1957). Тема диссертации: «Исследование процесса термической обработки пищевых продуктов в вязкой жидкости».

## Биография

### Детство и юность
Родился в 1907 году в Мариуполе в семье фельдшера.
После окончания Профтехшколы работал слесарем-лебёдчиком на Мариупольском спирто-водочном заводе.

### Начало профессиональной деятельности
После окончания в 1931 году Одесского института консервной промышленности (ОИКП) был направлен на Консервный завод имени 1 мая в Тирасполе на должность инженера-рационализатора. Одновременно был зачислен аспирантом кафедры специального оборудования консервных заводов ОИКП и назначен ассистентом этой кафедры.
В 1934—1936 гг. по совместительству работал старшим научным сотрудником Одесского научно-исследовательского института консервной промышленности.
В Одесском институте консервной промышленности занимал должности помощника декана механического факультета (1931—1933), помощника начальника учебного управления (1936—1938), декана механического факультета (1938—1941). В 1939 году был утверждён в учёном звании доцента по кафедре «Специальное оборудование консервной промышленности».

### Великая Отечественная война
В июне 1941 года с началом Великой Отечественной войны был призван в действующую армию. Участвовал в обороне Одессы и Севастополя. Воевал на Закавказском, Северо-Кавказском и 4-м Украинском фронтах. Дважды был тяжело ранен.
После окончания войны некоторое время преподавал в Академии химической защиты Советской армии имени К. Е. Ворошилова в должности доцента кафедры «Процессы и аппараты химической технологии». Демобилизован в звании майора в мае 1946 года.

### Возвращение в Одесский институт консервной промышленности
После демобилизации вернулся в Одесский институт консервной промышленности, где на созданной им кафедре «Процессы и аппараты пищевых производств» последовательно занимал должности доцента (1946—1948), заведующего кафедрой (1948—1986), профессора (с 1986). В учёном звании профессора по кафедре «Процессы и аппараты пищевых производств» утверждён в 1962 году.
Также в 1947—1969 гг. работал в Одесском технологическом институте пищевой и холодильной промышленности (ОТИПХП), где был деканом механического факультета (1947—1949), заместителем директора по учебно-научной работе (1949—1950), исполняющим обязанности директора (1957—1959), проректором по научной работе (1961—1969).

## Научная и педагогическая деятельность
Участвовал в создании вузовских курсов «Технологическое оборудование консервных заводов» и «Оборудование винодельческих предприятий». Создатель нового курса и новой кафедры «Процессы и аппараты пищевых производств»; организовал по этой дисциплине учебно-лабораторную и научно-исследовательскую базу.
В работах по выпарным аппаратам исследовал явления теплопередачи, накипеобразования и установил оптимальные режимы их работы.
Подготовил в соавторстве учебники по технологическому оборудованию консервных заводов для вузов и техникумов, которые выдержали множество изданий и остаются востребованными по сегодняшний день.

## Общественная деятельность
- Председатель районного общества «Знание»
- Член технического совета объединения «Одесплодоовощпром»
- Член редакционной коллегии журнала «Консервная и овощесушильная промышленность»

## Награды
- Два ордена Красной Звезды
- Медаль «За оборону Одессы»
- Медаль «За оборону Севастополя»
- Медаль «За оборону Кавказа»
- Медаль «За победу над Германией в Великой Отечественной войне 1941—1945 гг.»
- Орден Трудового Красного Знамени (1953)
- Медаль «За трудовую доблесть» (1961)
- Медаль «За доблестный труд» (1970)

### Монографии
- Мальский А. Н. Процесс обжаривания овощей и автоматизация обжарочных печей. — М.: Пищевая промышленность, 1976. — 159 с.

### Учебные пособия
- Дикис М. Я., Мальский А. Н. Оборудование консервных заводов / 3-е изд. — М., 1962.
- Дикис М. Я., Мальский А. Н. Технологическое оборудование консервных заводов. — М.: Пищевая промышленность, 1969.
- Дикис М. Я., Мальский А. Н. Технологическое оборудование консервных заводов. — М.: Пищевая промышленность, 1973.
- Мальский А. Н., Изотов А. К. Овощные закусочные консервы. — М.: Пищевая промышленность, 1979.
- Аминов М. С., Дикис М. Я., Мальский А. Н., Гладушняк А. К. Технологическое оборудование консервных заводов / 5-е изд., перераб. и доп. — М: Агропромиздат, 1986. — 319 с.